# 고유진
고유진(본명: 고한규, 1976년 4월 8일 ~ )은 대한민국의 가수이다.

## 이력
1997년 언더그라운드 라이브 클럽에서 록 음악 가수 첫 데뷔한 그는 1999년 록 밴드 플라워의 보컬로 고성진, 김우디와 3명의 멤버로 시작하여 정규 3집까지 발표하였으나 고유진의 군 입대로 플라워가 자연스럽게 잠정 활동 중단되었다.
고유진은 특유의 시원스러운 목소리와 폭발적인 가창력으로 마니아 팬층의 두터운 사랑을 받아왔으며 플라워 대표곡으로는 〈Endless〉, 〈Please〉, 〈애정표현〉, 〈눈물〉, 〈Crying〉, 등이 있으며 1집 솔로 활동 당시 사랑을 많이 받았던 〈걸음이 느린 아이〉가 그를 대표하는 곡이다. 군 제대 후 솔로1집 활동 후 전 야다 멤버 전인혁과 플라워를 재결성 후 4집으로 활동하였다.
2010년 6월 3일 기존의 플라워 멤버(고성진, 김우디)가 합류해 플라워 5집으로 복귀하였고 현재 꾸준한 방송 활동 중이다. 고유진은 뮤지컬배우로 도전하여 폭넓은 장르와 시도로 대중들에게 한발 더 다가가고 있다. 2013년 12월 13일부터 15일까지 플라워는 서울에서 라이브 콘서트를 개최하였다.

## 특기사항
- 학력: 그리스도대학교 성악 학사
- 별명: 고스타, babyface

## 가수 활동

### 음반 (밴드)
- 【1999년 9월 9일 발매】1집《Tear》 - 눈물
- 【2000년 6월 9일 발매】2집《Bloom》 - Good Bye, 애정표현
- 【2001년 8월 21일 발매】2.5집《소품집》 - Endless, Please
- 【2001년 8월 30일 발매】3집《Bandlife》 - Crying
- 【2004년 10월 13일 발매】3.5집《소품집 2 - All Together》 - 이곳에서
- 【2005년 3월 21일 발매】4집《Flower 4th》 - 여기까진가요

### 음반 (솔로)
- 【2004년 4월 8일 발매】1집《신생아 (新生我)》 - 걸음이 느린 아이
- 【2004년 발매】콘서트 라이브앨범《Live Is Life》 - 눈물
- 【2006년 3월 29일 발매】2집《My Romantic Life》 - Everyday
- 【2008년 4월 1일 발매】디지털 싱글《너 하나만 (Single)》 - 너 하나만
- 【2008년 5월 27일 발매】3집《Equi-Vocal》 - Hi-Five
- 【2009년 7월 3일 발매】디지털 싱글《바보라서... (Single)》 - 바보라서... (고질병)
- 【2009년 12월 18일 발매】디지털 싱글 Ghost (Single) - Ghost (duet with 화요비)
- 【2010년 4월 13일 발매】디지털 싱글《플라워 다시부르기 Part.1》 - 운동화

### 음반 (밴드 재결성 후(2010년 6월 3일))
- 【2010년 6월 3일 발매】5집《Flower Tunes (Flower 5th & Special Edit)》 - 기억해... 사랑해...
- 【2010년 10월 25일 발매】디지털 싱글《어떻게 이러니...》 - 어떻게 이러니...
- 【2011년 2월 16일 발매】5.5집《Everything Inside Of Me》 - You Are My Everything
- 【2011년 4월 15일 발매】디지털 미니앨범《My Darling》 - My Darling
- 【2011년 10월 7일 발매】드라마 OST《폼나게 살거야》 - Can Do It (Feat. 제이콥)
- 【2011년 10월 28일 발매】디지털 미니앨범《Broken Yesterday》 - Broken Yesterday
- 【2012년 11월 19일 발매】드라마 OST 《내 딸 서영이》 - 가만히
- 【2012년 12월 14일 발매】디지털 싱글《사랑이 오는가봐요》 - 사랑이 오는가봐요
- 【2012년 12월 27일 발매】디지털 싱글《플라워 다시 부르기 Part 2》 - 애정표현
- 【2013년 5월 29일 발매】드라마 OST《천명》 - 불타
- 【2013년 5월 30일 발매】디지털 미니앨범《고백데이》 - 고백데이

## 가수 외 활동

### 예능
- 《미스터리 음악쇼 복면가왕》 (2015년, MBC) - 뚜껑열린 압력밥솥, 가왕님! 지겨운가요 힘든가요~♬ 힘들면 내려오세요~♬ 윤상!
- 《히든싱어5》 (2018년, JTBC) 2018년 7월 22일

### 영화
- 《빗속에서》 (2013년)
- 《빈센트》 (2017년) - 태호 역